# Pterogenia luctuosa
Pterogenia luctuosa är en tvåvingeart som beskrevs av Friedrich Georg Hendel 1914. Pterogenia luctuosa ingår i släktet Pterogenia och familjen bredmunsflugor.
Artens utbredningsområde är Taiwan. Inga underarter finns listade i Catalogue of Life.